# Bornholm æggekage
Bornholm æggekage (ou omelete de Bornholm) é um prato típico da culinária da Dinamarca, mais concretamente da ilha de Bornholm..
Tal como o nome sugere, trata-se de uma omelete. Possui, no entanto, algumas características invulgares. Para além dos ovos fritos, é preparada uma mistura com arenque fumado, rabanetes, alface e cebolinho, entre outros ingredientes possíveis, que é, no fim, colocada sobre a omelete. Esta pode apresentar um formato redondo e ser dobrada sobre si mesma, ficando com forma de meia lua, albergando o recheio de arenque e vegetais no meio.
A tradução literal do nome Bornholm æggekage seria bolo de ovos de Bornholm.
Na Ilha de Bornholm, existe uma grande tradição de consumo de arenque fumado. Antigamente, quando não era possível comer todo o arenque acabado de fumar no próprio dia, preparava-se no dia seguinte uma omelete.